# 亞寧娜·索科洛娃
亞寧娜·米哈伊里芙娜·索科洛娃（羅馬化：Yanina Mykhailivna Sokolova；1984年3月6日—），乌克兰记者、电视节目主持人和演员。担任第五頻道“Rendezvous”和“Cinema”节目、在第四頻道與YouTube上共同播出的“Shame！”节目以及頻道《Вечер с Яниной Соколовой》的主持人。多媒体项目“Ya, Nina”的作者，项目基于她本人生活中的真实事件。Varto Zhyty基金会的创始人。